# Campeonato Mundial de Esqui Estilo Livre de 2003
O Campeonato Mundial de Esqui Estilo Livre de 2003 foi a 9º edição do Campeonato Mundial de Esqui Estilo Livre, organizado pela Federação Internacional de Esqui (FIS). A competição foi disputada entre os dias 31 de janeiro a  2 de fevereiro de 2003, em Wasatch Range nos Estados Unidos.

## Resultados

### Masculino
| Evento      | Ouro                          | Ouro   | Prata                         | Prata  | Bronze                       | Bronze |
| Moguls      | Mikko Ronkainen · Finlândia   | 28.09  | Jeremy Bloom · Estados Unidos | 27.33  | Toby Dawson · Estados Unidos | 27.22  |
| Aerials     | Dimitri Arkhipov · Rússia     | 259.65 | Alexei Grishin · Bielorrússia | 257.98 | Steve Omischl · Canadá       | 251.20 |
| Dual Moguls | Jeremy Bloom · Estados Unidos |        | Yugo Tsukita · Japão          |        | Toby Dawson · Estados Unidos |        |

### Feminino
| Evento      | Ouro                      | Ouro   | Prata                           | Prata  | Bronze                          | Bronze |
| Moguls      | Kari Traa · Noruega       | 27.99  | Michelle Roark · Estados Unidos | 27.13  | Stephanie St. Pierre · Canadá   | 26.46  |
| Aerials     | Alisa Camplin · Austrália | 207.31 | Veronika Bauer · Canadá         | 204.47 | Deidra Dionne · Canadá          | 192.05 |
| Dual Moguls | Kari Traa · Noruega       |        | Marina Cherkasova · Rússia      |        | Shannon Bahrke · Estados Unidos |        |

## Quadro de medalhas
| Ordem | País           | Medalha de ouro | Medalha de prata | Medalha de bronze |    |
| ----- | -------------- | --------------- | ---------------- | ----------------- | -- |
| 1     | Noruega        | 2               | 0                | 0                 | 2  |
| 2     | Estados Unidos | 1               | 2                | 3                 | 6  |
| 3     | Rússia         | 1               | 1                | 0                 | 2  |
| 4     | Austrália      | 1               | 0                | 0                 | 1  |
| 4     | Finlândia      | 1               | 0                | 0                 | 1  |
| 6     | Canadá         | 0               | 1                | 3                 | 4  |
| 7     | Bielorrússia   | 0               | 1                | 0                 | 1  |
| 7     | Japão          | 0               | 1                | 0                 | 1  |
|       | TOTAL          | 6               | 6                | 6                 | 18 |